# Verdrag van Chaumont
Het Verdrag van Chaumont was een overeenkomst op 9 maart 1814 in het Franse stadje Chaumont tussen de geallieerde mogendheden tijdens de Zesde Coalitieoorlog tegen Napoleons Franse keizerrijk.

## Achtergrond

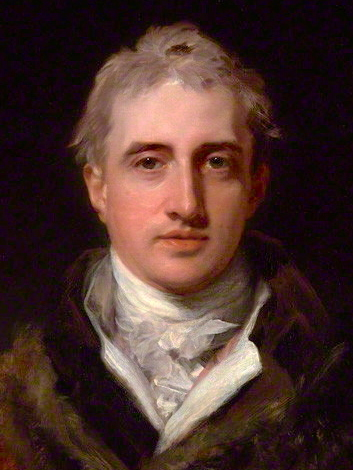
De Britse minister van Buitenlandse Zaken Castlereagh was een hoofdrolspeler bij de totstandkoming van het verdrag

Nadat de geallieerde legers begin 1814 Frankrijk waren binnengevallen en Parijs naderden, kwamen afgevaardigden van Oostenrijk, Pruisen, Rusland en het Verenigd Koninkrijk op 1 maart bijeen in Chaumont. De Britse minister van buitenlandse zaken Castlereagh, bang dat de coalitie tegen Napoleon uiteen zou vallen, kreeg de geallieerden op één lijn om een echt gemeenschappelijk alliantieverdrag te ondertekenen.
Het verdrag werd getekend op 9 maart (hoewel de officiële ondertekeningsdatum 1 maart was). De ondertekenaars waren, naast Castlereagh, de Russische tsaar Alexander I, de Oostenrijkse keizer Frans I, koning Frederik Willem III van Pruisen en de Oostenrijkse minister van Buitenlandse Zaken Klemens von Metternich.
Met het verdrag boden de geallieerden Napoleon een wapenstilstand aan als hij zou aftreden als keizer. Een dag later weigerde Napoleon echter de wapenstilstand te tekenen, waarmee zijn laatste kans op een vreedzaam einde van de oorlog verkeken was. Op 30 maart trokken de geallieerden Parijs binnen, en op 6 april trad Napoleon af als keizer van Frankrijk. Op 11 april 1814 werd de afzetting van Napoleon en de verdere praktische regelingen vastgelegd in het Verdrag van Fontainebleau op het Kasteel van Fontainebleau nabij Parijs. Hiermee eindigde de Zesde Coalitieoorlog.

## Bepalingen van het verdrag
De geallieerden kwamen overeen om Napoleon een wapenstilstand aan te bieden als Frankrijk alle gebieden zou opgeven die het land sinds het uitbreken van de Franse Revolutie veroverd had. De geallieerden beloofden elkaar dat ze niet eenzijdig vrede met Napoleon zouden sluiten als Napoleon de wapenstilstand zou weigeren, maar gezamenlijk de oorlog zouden voortzetten tot Napoleon verslagen was. Het cordon sanitaire rond Napoleon moest gehandhaafd blijven. Daarbij zou elk van de vier mogendheden 150.000 man leveren. Het Verenigd Koninkrijk zou daarbij buiten en boven wat het al betaalde nog eens vijf miljoen pond extra bijdragen om nog meer troepen op de been te brengen. Het verdrag zou 20 jaar gelden en nadien kunnen verlengd worden. Bij een vrede met Frankrijk kon deze strijdmacht worden verminderd, maar men moest elk 60.000 man beschikbaar houden om een land dat door de Fransen werd aangevallen te kunnen bijstaan. 
De belangrijkste bepaling was dat Napoleon zou aftreden als keizer van Frankrijk. Napoleon zou zijn recht op de kroon van Frankrijk en Italië opgeven. Ook zijn nakomelingen en familieleden zouden het recht op de Franse kroon verliezen. Wel mochten Napoleon en zijn vrouw Marie Louise de titels keizer en keizerin behouden.
Frankrijks grenzen zouden terugkeren naar de situatie van 1792. De geallieerden garandeerden de onafhankelijkheid van Spanje en Portugal onder hun rechtmatige dynastieën en een neutraal Zwitserland. De geallieerden voorzagen ook in het herstel van een nog niet nader bepaalde groep staten in Italië, bevrijd van de Franse invloedssfeer. Eveneens proclameerden de geallieerden een federale schikking die de onafhankelijkheid van de kleinere Duitse staten garandeerde. 
De geallieerden spraken af om de details van deze voornemens later uit te werken op een congres, dat na de vredesluiting zou worden gehouden in Wenen. Met enkele bepalingen liep het verdrag alvast vooruit op dit Congres van Wenen. Zo werd bepaald dat Nederland een onafhankelijke staat zou worden, met een verder uit te breiden grondgebied als een buffer tegen het mogelijk opdringerige Frankrijk. Dit was een van de eerste stappen naar de vereniging van de voormalige Republiek der Zeven Verenigde Nederlanden en de Zuidelijke Nederlanden in het Verenigd Koninkrijk der Nederlanden.

## Gevolgen
Met dit verdrag werd de grondslag gelegd voor het verdere bondgenootschap van het Verenigd Koninkrijk, Oostenrijk, Pruisen en Rusland na de val van Napoleon. De vier grootmachten gingen voor een periode van 20 jaar een alliantie aan. Dit verdrag wijzigde niet alleen grondig het Europese machtsevenwicht, het hield ook een nieuwe koers in, in de geschiedenis van de internationale betrekkingen. Het verdrag wees de vier ondertekenaars aan als scheidsrechter van Europa en beschermde feitelijk de rechten van de sterkste.
Dit "concert van Europa" zou al snel weer in actie komen tegen Napoleon, tijdens de Honderd Dagen in 1815. Het bondgenootschap werd verder voortgezet als de Quadruple Alliantie (het viervoudige bondgenootschap) en, met de aansluiting van Frankrijk in 1818, als de Quintuple Alliantie (het vijfvoudige bondgenootschap). De alliantie bleef stand houden tot 1822, toen het Verenigd Koninkrijk zich terugtrok uit protest tegen een Franse interventie in Spanje.